# Коніотиріум
Коніотиріум (Coniothyrium) — рід грибів родини Leptosphaeriaceae. Назва вперше опублікована 1840 року.

## Будова
Рід характеризується тим, що пікніди цього гриба містять одноклітинні димчасті чи оливкові конідії, дрібні до 15 мкм довжини, що розвиваються на коротких конідієносіях.

## Поширення та середовище існування
Серед них зустрічаються сапрофіти та паразити. На листках агави паразитує коніоторій концентричний (Coniothyrium concentricum), на винограді коніоторій диплодієлла (Coniothyrium diplodiella). Він зимує на заражених ягодах, листях, стеблах у вигляді пікнід, міцелія, склероціїв, може зберігатися у ґрунті. Серед роду зустрічаються мікопаразити, що паразитують на плодових тілах грибів, лишайників. Наприклад, коніоторій лишайниковий (Coniothyrium lichenicolum) знайдений на лишайнику пармелія (Parmelia).
В природі коніоторій активно розмножується. При вирощуванні на штучному субстраті спостерігають зворотній ефект — вони довго існують у вигляді міцелію і тільки при опроміненні ультрафіолетовим світлом — переходяться до спороношення. Цей рід був одним з перших, що довів вплив ультрафіолетового опромінення на активізацію спор у грибів.

## Галерея

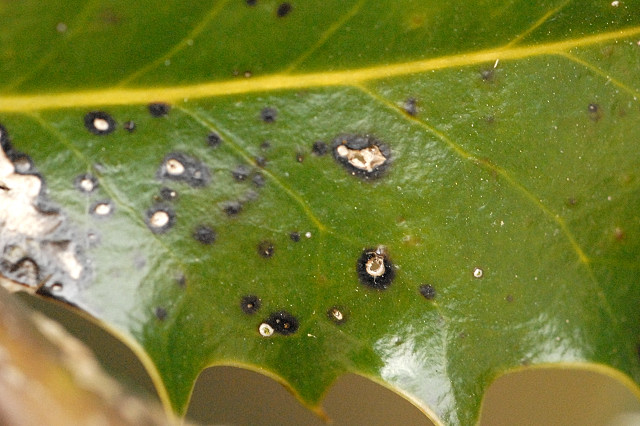
Coniothyrium ilicis
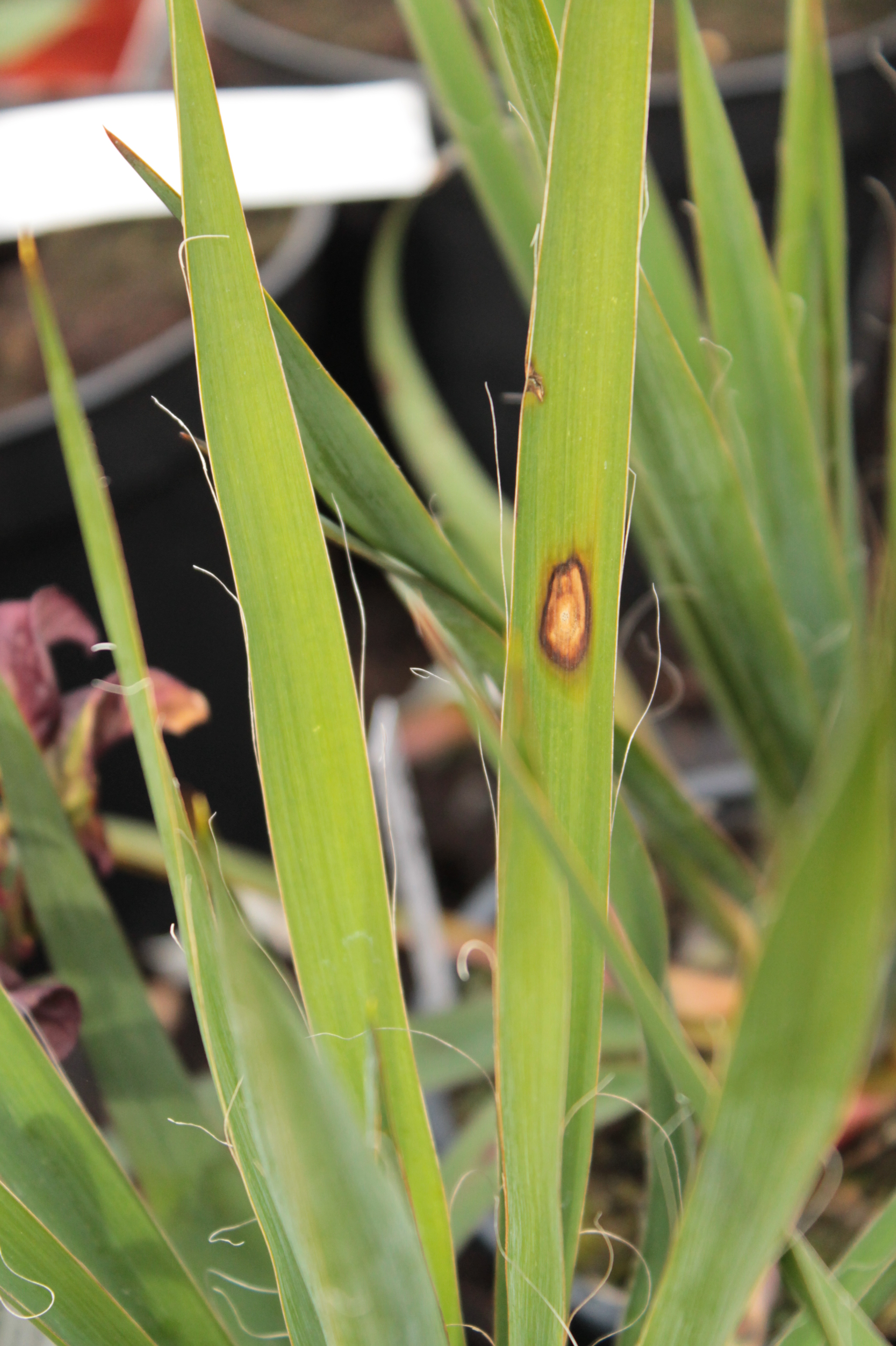
Coniothyrium concentricum

## Види
База даних Species Fungorum станом на 23.10.2019 налічує 447 видів роду Coniothyrium (докладніше див. Список видів роду коніотиріум).